# Alzheimer café

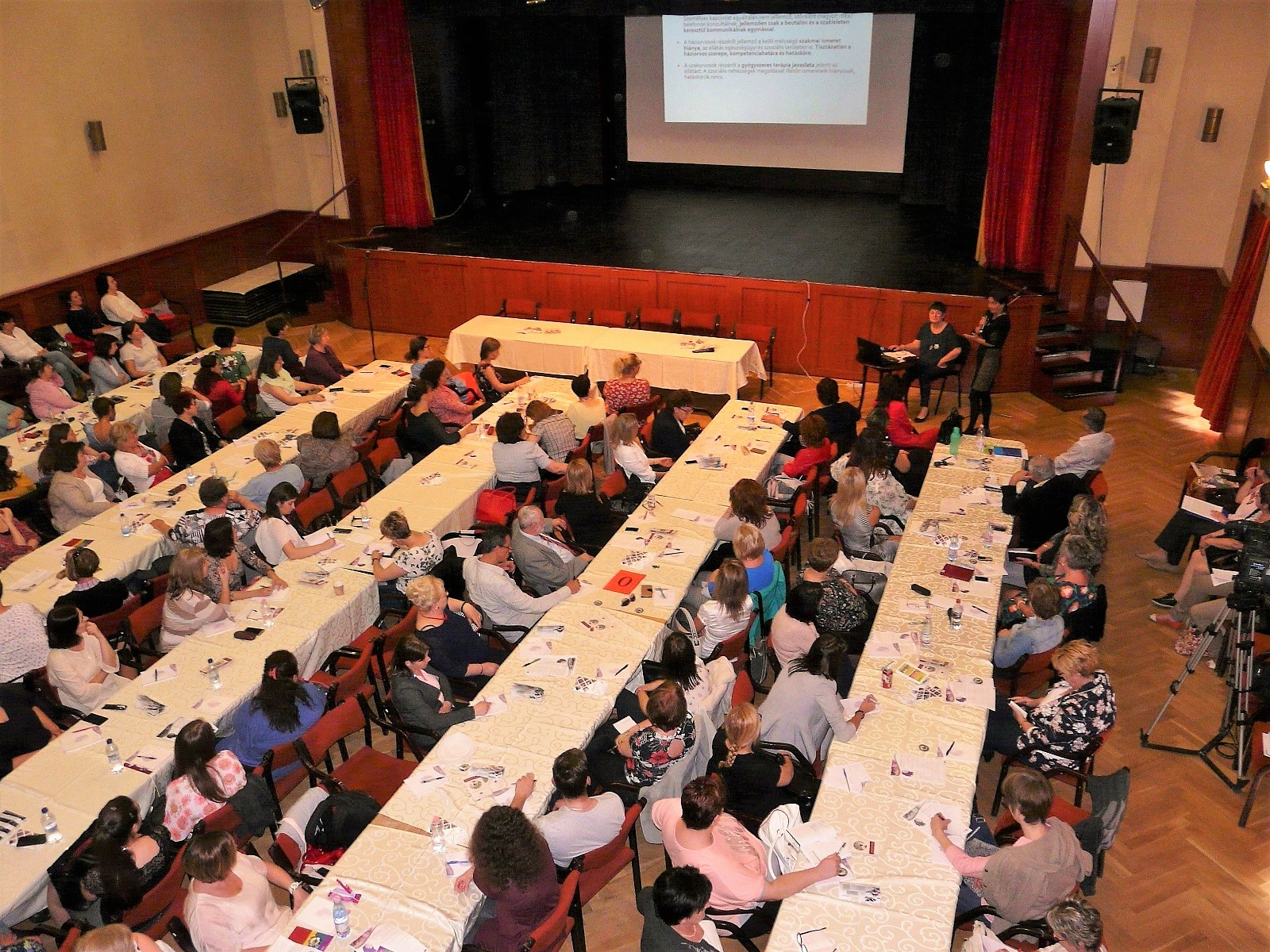
Alzheimer Cafék első országos találkozója (Budapest, 2018)

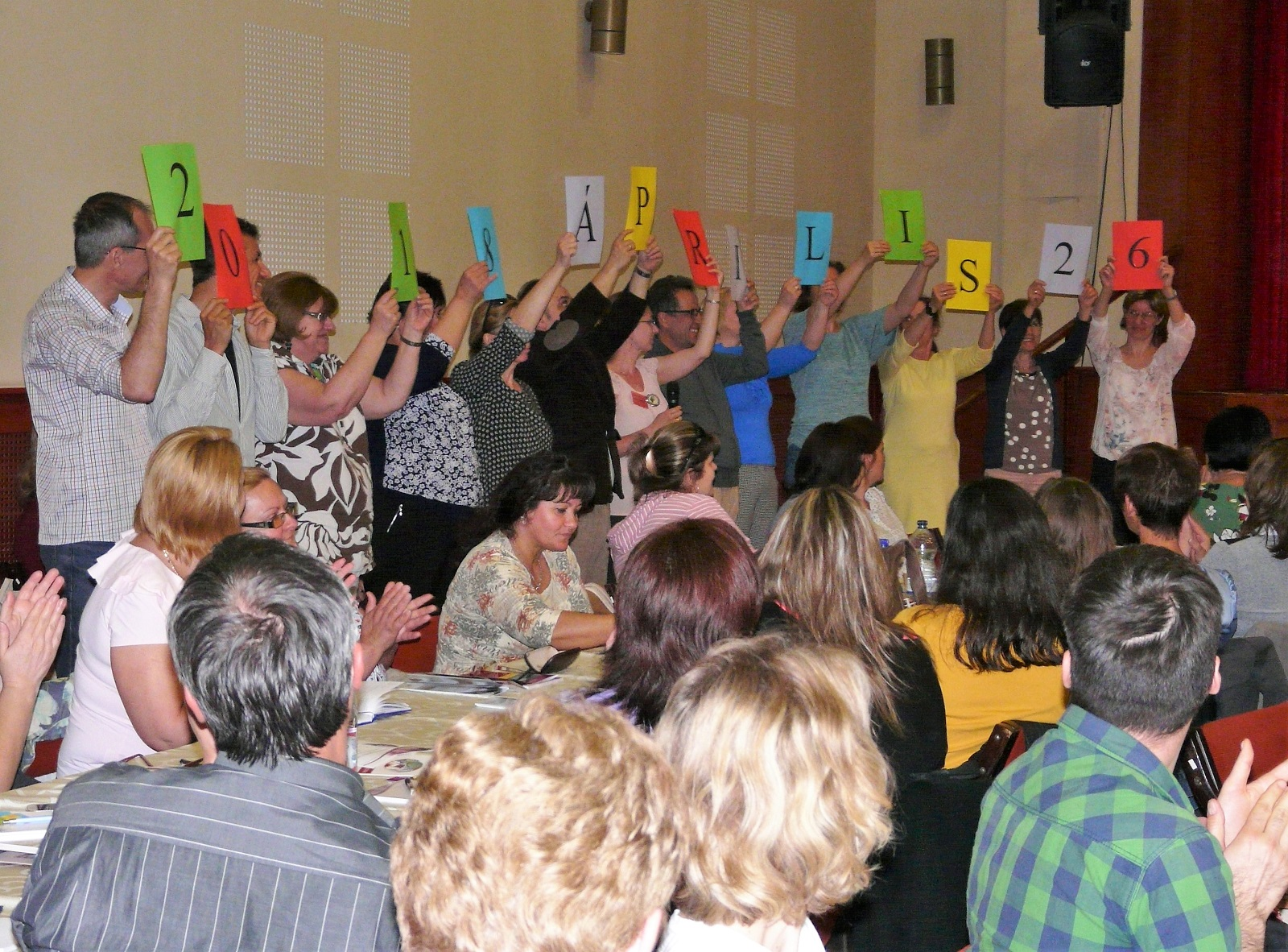
Alzheimer Cafék első országos találkozója (Budapest, 2018)

Az Alzheimer café a demenciával élő személyek és hozzátartozóik részére és segítése céljából szervezett találkozó, melyet szakember részvételével, oldott környezetben, rendszeres időközökben tartanak. A részvétel önkéntes és kötöttségektől mentes. A Hollandiában 1997-ben megtartott első ilyen találkozó óta több országban már egész hálózattá alakult. 2014 óta Magyarországon is elterjedőben van.

## Segítség a családnak
Az Alzheimer-kór a leggyakrabban előforduló demencia-betegség. Jellemzője – sok egyéb mellett –, hogy nehezen felismerhető, tünetei egyénenként különbözőek lehetnek. A betegség gyógyíthatatlan, de lefolyása lassítható. Ebben fontos szerepe van – a gyógyszeres kezelés mellett – a környezetnek és az otthoni gondozásnak. Az éveken át, akár egy évtizedig tartó otthoni gondozás-ápolás azonban nagy anyagi és lelki terheket ró a családra, bezárkózáshoz és elszigetelődéshez vezet, ami kedvezőtlenül hat a beteg(ség)re, és gyakran kikezdi a hozzátartozók egészségét is. A demencia világszerte terjed, ezért az érintett családok társadalmi méretű segítésére van szükség. Ennek egyik formája a több országban már egész hálózattá terebélyesedő Alzheimer café.

## Elnevezése
Eredetileg, 1997-ben a „dementia café” helyett azért választották az „Alzheimer café” elnevezést, mert a legtöbb országban a támogató szervezetet Alzheimer társaságnak nevezik. Ezt az elnevezést változatlan formában vették át és használják a magyar ismertetések szerzői.
Franciául gyakori a café mémoire, angol nyelvterületen pedig az Alzheimer’s cafe, memory cafe, dementia cafe, stb. elnevezés is. A café szó utal a helyszínre, de ez itt nem feltétlenül kávézót, hanem inkább kávéház-szerű környezetet jelent. Fontos, hogy a találkozókat oldott hangulatú, nyilvános helyen tartják, tehát nem otthonokban vagy orvosi környezetben.

## Célja, lényege
Az Alzheimer café a demenciával élő személyek és családtagjaik, gondozóik részére szervezett rendszeres találkozók sorozata, ahol szakember jelenlétében tájékozódhatnak a betegségről, kötetlen beszélgetésen és más társas tevékenységben vehetnek részt, megismerhetik a hasonló helyzetű családok életét.
Célja a folyamatos segítségnyújtás a betegség megismerésében és elfogadásában, az otthoni elszigetelődés lekűzdésében, a családtagok lelki egészségének megóvásában.
Szakszerű magyar ismertető szerint (egy francia leírással egybehangzóan) az Alzheimer café lényege:
- Információkat adni a demens betegek pszichoszociális és orvosi aspektusáról
- Nyílt és tabuk nélküli dialógus kialakítása a betegségről
- A betegek és hozzátartozóik szociális izolációjának megszüntetése
- A családias légkör, amely ... lehetővé teszi a betegség empátiás megközelítését és elfogadását.

Az Alzheimer Café UK nevű angol szervezet összefoglalásában: az Alzheimer café a betegség felismerését (a diagnózist) követő, rendszeresen ismétlődő csoportos foglalkozás, amely a demenciára vonatkozó ismereteket, valamint a demens személyek és gondozóik számára különféle támogatást nyújt. Segít a demenciával élő személyeknek és családtagjaiknak (barátnak, gondozónak), hogy másokkal kapcsolatot tartsanak.
Lényeges szempont az önkéntes részvétel és a folyamatosság: nem egyszeri alkalomról van szó, hanem rendszeresen (2-4 hetente) ismétlődő találkozókról, könnyen megjegyezhető állandó időpontokban (pl. minden hónap meghatározott napján, meghatározott órában, 2-3 óra időtartamban).

## Keletkezése, elterjedése
Az első Alzheimer café 1997 szeptemberében Hollandiában, Leidenben alakult meg dr. Bere Miesen klinikai pszichológus kezdeményezésére. Onnan terjedt el előbb Nyugat-Európában, majd Észak-Amerikában.
Az Egyesült Királyságban először 2000-ben, Farnborough-ban létesült Alzheimer café. Alapításának 10. évfordulóján szervezték meg az első országos Alzheimer café konferenciát, akkor 28 „café” működött országszerte. Írországban 2014 novemberében szerveződött meg a tizenharmadik ilyen csoport.
Franciaországban 2013 tavaszán 52, 2017 közepén 80 „cafés mémoire” működött. Mindegyiket az országos Alzheimer Társaság (France Alzheimer) illetékes megyei szervezete létesítette és tartja életben. A találkozókat pszichológus vezeti, egy-két helyi önkéntes közreműködésével.
Észak-Amerikában az első Alzheimer cafét az Egyesült Államok Új-Mexikó tagállamának fővárosában, Santa Fe-ben indította el dr. Jytte Lokvig 2008-ban. 2013-ra már kb. 85 „Alzheimer’s cafe and Memory cafe” alakult az USA-ban.
A belgiumi „café”-k listája kb. 45 csoportból állt (2015 őszén), mindegyiknél nyilvánosan feltüntetve a találkozók állandó helyét és a kontakt személy nevét, telefonszámát.
2011 októberében Luganóban létesült Svájc első Alzheimer café-ja, a harmadik pedig Locarnóban 2013-ban. Ugyanabban az évben Hollandiában már mintegy 200 ilyen létesítmény működött.
Az első szlovéniai Alzheimer cafét 2012 nyarán nyitották meg Ljubljanában. 2015 szeptemberében a szlovéniai Alzheimer Társaság szervezésében országszerte tíz „café” kezdte meg működését, köztük három a fővárosban.
Portugália első memory cafe-jának megnyitóját 2013 áprilisában tartották, majd a következő évben két „café” kezdte meg találkozóit Lisszabonban.
Lengyelországban 2015 márciusában Wrocławban tartották meg az első ilyen találkozót.
Az olasz Alzheimer Társaság 2017-ben hatodik Alzheimer café-ját nyitotta meg Rómában.

### Magyarországon

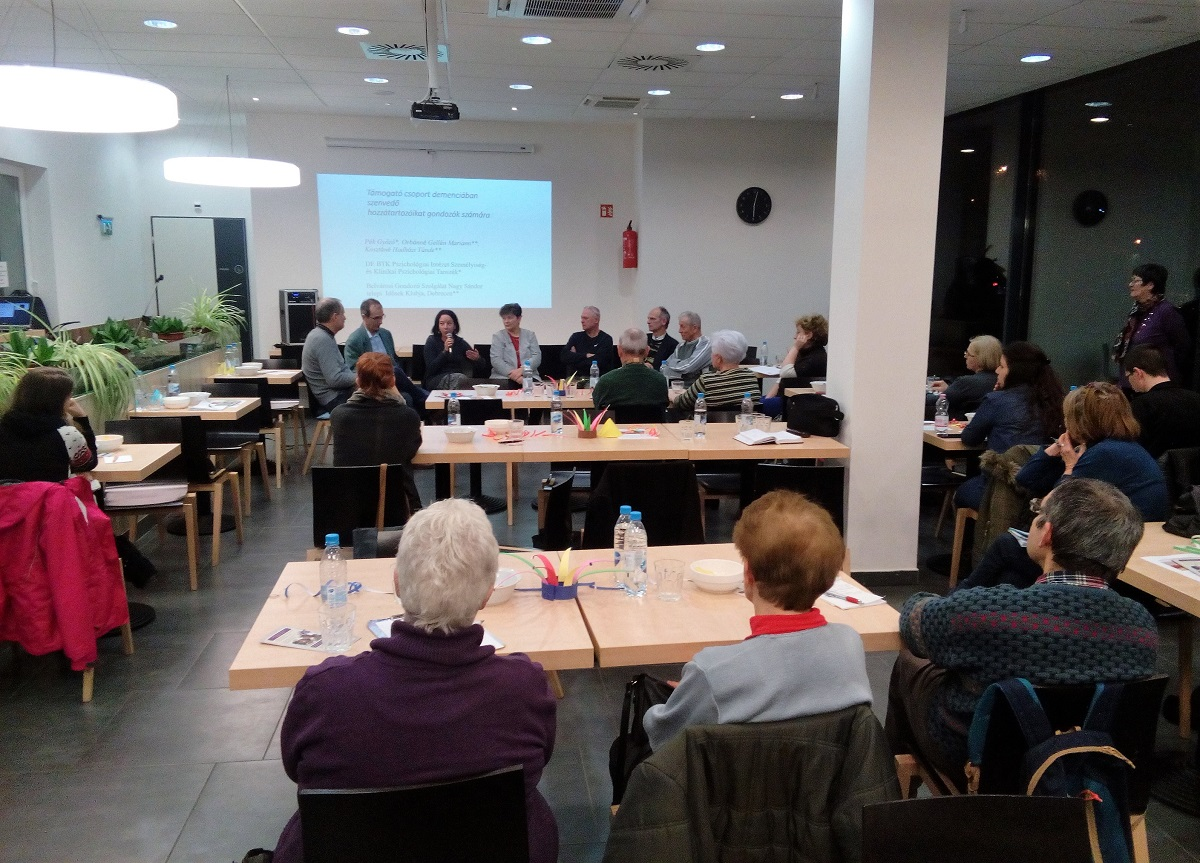
Alzheimer Café Újpalotán (2018-01-25)

Hazánkban az első Alzheimer café 2014 szeptemberében Győrött alakult meg, kezdeményezője  dr. Menyhárt Miklós bőnyi háziorvos volt. Az összejöveteleket attól kezdve a Rába Hotel „Belga” éttermében havonta tartották. Dr. Menyhárt Miklós korábban Franciaországban praktizált, az Alzheimer-kór diagnosztizálásával is foglalkozott. Az ott már működő „café”-k mintájára hívta életre a győri csoportot, amely 2017. június 6-án már a harmincadik összejövetelénél tartott.
A győri szervezők kezdettől fogva igyekeztek segíteni azoknak, akik a példát saját településükön követni akarták. Hamarosan Alzheimer café alakult Tatabányán, Mosonmagyaróváron, Pécsett, Keszthelyen. 
Budapesten először 2015. június 29-én, a  Centrál kávéházban rendeztek Alzheimer Café elnevezésű programot. A találkozót külföldi minták nyomán a Római Katolikus Egyházi Szeretetszolgálat és a Szociális Klaszter Egyesület szervezte. Nem tudni, hogy a kezdeményezésnek a  Centrál Kávéházban volt-e folytatása. Budapesten a 15. kerületben, Újpalotán szerveződött Alzheimer café.
Az első székesfehérvári Alzheimer Café-nek nevezett programot 2015. szeptember 15-én az Országos Papi Otthonban tartották meg, az európai uniós támogatással megvalósuló INDA – Demenciáról másként! projekt keretében.
Miskolcon 2016. januárban tartották az első összejövetelt a Művészetek Háza kávézójában.

## Helyi jellegzetességek
Az Alzheimer cafékat általában NGO-k (nem-kormányzati-szervezetek: egyesület, társaság, alapítvány) szervezik, melyek helyi önkormányzatok vagy szponzorok támogatását élvezik. A foglalkozásoknak valószínűleg nincsenek mindenütt és mindenki által egyformán használt módszerei. Bár a célok azonosak, a megvalósításban – akár a helyi adottságok, akár a finanszírozás módja miatt, vagy a működtető szervezettől függően  –  eltérések lehetnek.
Az amerikai The National Alzheimer’s Café Alliance ismertetője, miután leírja az előnyöket, fesorolja, hogy mi nem az Alzheimer Café. Szerintük tehát:
- nem támogatói csoport
- nem műhely, szeminárium vagy előadás a demenciáról
- nem egy újabb „party” vagy boldog óra
- nem napközi program (vagy napi időtöltés)
- nem való kereskedelmi vállalkozások promóciós tevékenységére.

Egy másik amerikai vélemény szerint különbség van az amerikai és az európai "modell" között. Az előbbinél elsődleges fontosságú a személy: a résztvevők egy időre felszabadulnak a betegség terhei alól, ismerkednek a művészettel, a zenével, beszélgetnek és főként sokat nevetnek. Ezzel szemben az ún. európai "modell"  – e felfogás szerint – a betegséggel kapcsolatos előadásokat és tájékoztatást ad, egy óra beszélgetéssel kombinálva, és a gondozók tanácsadást nyújtanak.
Természetesen az előbbire európai példák is vannak. A városokban gyakran nagylétszámú, akár 100–120 fős találkozókat tartanak; máshol, például Montargis francia kisvárosban 15-20 főből áll egy csoport, ott a kötetlen beszélgetést memóriagyakorlatok, játékok színesítik. Még az 1000 fős Béthencourt-sur-Mer francia településen is van 20 fős café memoire (ezt is pszichológus vezeti), ahol előtérben van a zene és a játék: a lényeg, hogy egy időre mindenki megszabadulhat a betegséggel járó korlátoktól és izoláltságtól.
A legtöbb esetben, például a svéd Ersta Diakoni alapítvány honlapján (2017-ben) nyilvánosan megadják a részletes elérhetőségeket (cím, telefonszám, mail) és szabad belépést hirdetnek. Általában jellemző a teljes nyitottság, a részvételhez előzetes bejelentkezés nem szükséges; a Szingapurban 2014 óta szerveződő összejövetelekre azonban előzetes regisztrációval, sőt alkalmankénti térítési díj megfizetésével lehet(ett 2017-ben) csak bejutni.

### Magyarországon
Magyarországon az Alzheimer café 2015-ben kezdett elterjedni, és kialakulóban van a hagyománya. A demencia problémájával foglalkozó ún. Inda-program szerint egyelőre: „…sajnos nem látunk csak néhány alzheimer vagy demencia problémával érintett betegeket és hozzátartozóikat támogató civil szervezetet.” Ugyanakkor a társadalmi segítség fontos részének tartja az Alzheimer café elterjedését: „Ha már diagnosztizált a betegség, nagyon jó felületet kínál az Alzheimer-Café elnevezésű hozzátartozói fórum, amely hazánkban is egyre több településen meghonosodik.”